# مارتن هيلد
مارتن هيلد (بالألمانية: Martin Held)‏ (و. 1908 – 1992 م) هو مؤدي أصوات، وممثل مسرحي، وممثل أفلام، وممثل تلفزي ألماني، ولد في برلين، توفي في برلين، عن عمر يناهز 84 عاماً.

## جوائز
حصل على جوائز منها:
- الجائزة التشريفية للفيلم الألماني  [لغات أخرى]‏ (1980)
- ميدالية إرنست رويتر  [لغات أخرى]‏ (1978)
- جائزة برلين للفنون [الإنجليزية]‏ (1958)
- German Film Award/Best Male Supporting Role  [لغات أخرى]‏، عن عمل: كاناريس (فيلم) (1955)
- وسام الصليب الأكبر من رتبة استحقاق من جمهورية ألمانيا الاتحادية

## وصلات خارجية
- مارتن هيلد على موقع IMDb (الإنجليزية)
- مارتن هيلد على موقع مونزينجر (الألمانية)
- مارتن هيلد على موقع ألو سيني (الفرنسية)
- مارتن هيلد على موقع ميوزك برينز (الإنجليزية)
- مارتن هيلد على موقع أول موفي (الإنجليزية)
- مارتن هيلد على موقع قاعدة بيانات الأفلام السويدية (السويدية)
- مارتن هيلد على موقع ديسكوغز (الإنجليزية)
- مارتن هيلد على موقع قاعدة بيانات الفيلم (الإنجليزية)
- مارتن هيلد على موقع كينوبويسك (الروسية)